# Woman in Chains
Woman in Chains – utwór brytyjskiej grupy Tears for Fears wydany jako drugi singel z albumu The Seeds of Love z 1989 roku. Na wersji studyjnej utworu na perkusji gra Phil Collins, a wokalnie zespół wsparła Oleta Adams, która później rozpoczęła karierę solową.
W 1992 roku ukazała się reedycja piosenki jako promocja składanki Tears Roll Down.

## Teledysk
Teledysk został wyreżyserowany przez Andy Morahana, jest nagrany w tonacji czarno-białej i skupia się na złym związku pomiędzy mężczyzną (bokserem), a kobietą (tancerką erotyczną). Ujęcia dotyczące są wymieszane z ujęciami zespołu i Olety Adams.